# سیارک ۱۸۴۶۰
سیارک ۱۸۴۶۰ (به انگلیسی: 18460 Peckova، نامگذاری:1995PG) هجده هزار و چهارصد و شصتمین سیارک کشف شده‌است که در ۵ اوت ۱۹۹۵ کشف شد.
قدر مطلق سیارک برابر ۱۵٫۲۰ است.